# Burro da Ilha Graciosa
Burro da Ilha Graciosa, còn được gọi là Burro Anão da Graciosa là một giống lừa nhỏ đặc hữu cho đảo Graciosa, thuộc quần đảo nằm ở phía Bắc Đại Tây Dương Azores, là một khu tự trị của Bồ Đào Nha. Giống lừa này bị đe dọa nghiêm trọng, nhưng không được chính thức công nhận hoặc báo cáo cho cơ sở dữ liệu DAD-IS của FAO. Những nỗ lực đang được thực hiện để có được sự công nhận chính thức và bảo vệ giống lừa này.

## Lịch sử
Giống lừa này đã được giới thiệu đến Azores, nơi không có bất kỳ động vật có vú là động vật bản địa có kích thước lớn, bởi những người thực dân Bồ Đào Nha trong thế kỷ mười lăm, sự hiện diện của chúng đã được ghi nhận ở Saudades da Terra của Gaspar Frutuoso (1522-1591). Con lừa trở thành con vật chính yếu để thồ hàng và vận chuyển hàng hóa tại Azores. Nó cũng được sử dụng để cưỡi, nhưng không được dùng làm động vật kéo cày. Những con lừa giống này rất đông; năm 1841 số lượng trên São Miguel ước tính là khoảng 8000 con.
Số lượng lừa trên Graciosa hiện nay giảm nghiêm trọng; số con sống sót còn lại được báo cáo là 26 vào năm 2001:45–46và khoảng 70 vào năm 2008. Cũng giống như lừa Miranda, những con lừa đực được sử dụng cho công việc trang trại được ưu tiên loại bỏ.
Một quá trình công nhận giống Burro da Ilha Graciosa như một giống lừa bản địa được bắt đầu vào năm 2005. Một hiệp hội, loài Associação de Criadores e Amigos do Burro da Ilha Graciosa, được thành lập vào năm 2013.